# Sombrero de castor

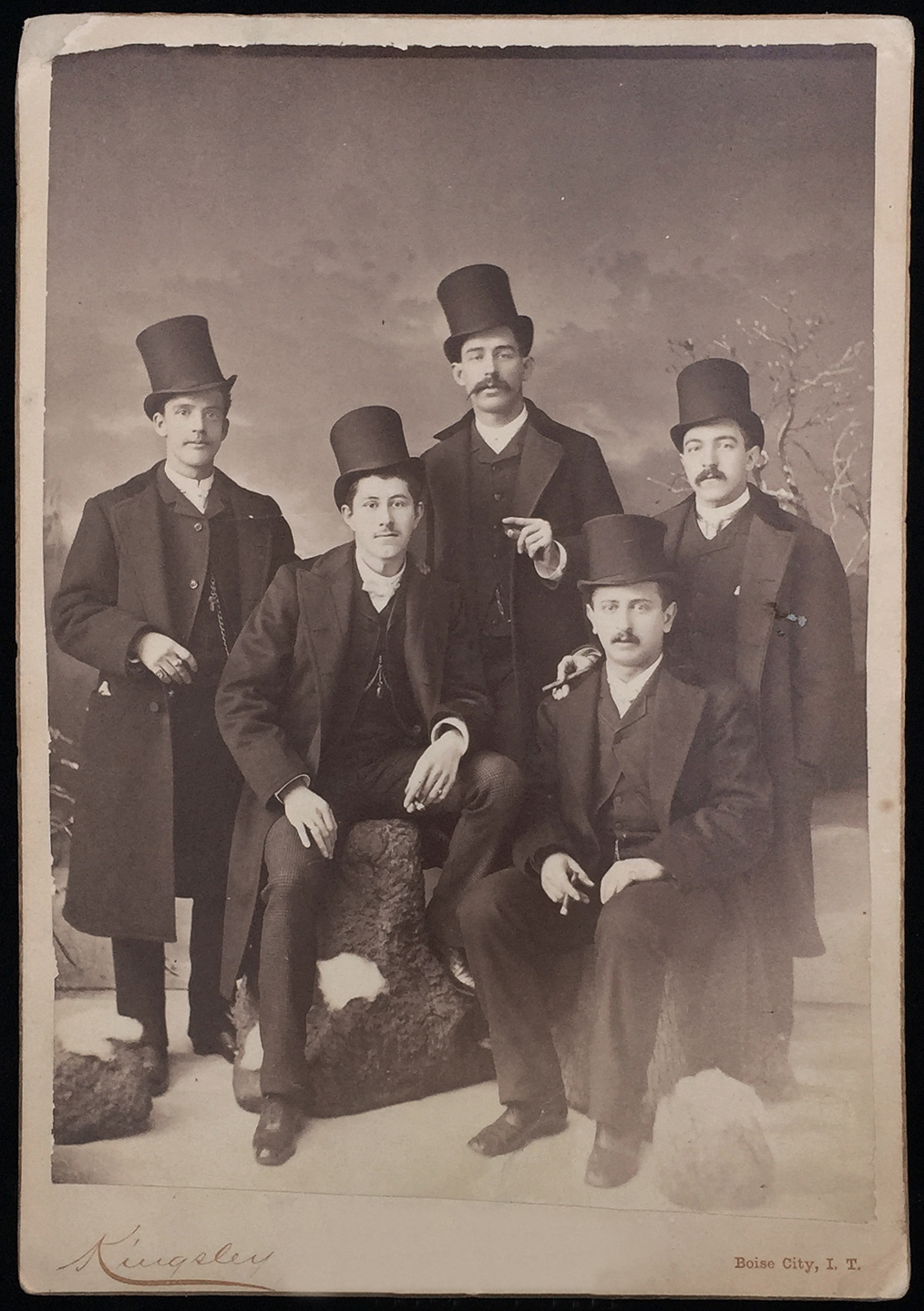
Fotografía de tarjeta de gabinete de hombres con sombreros de castor

Un sombrero de castor es un sombrero hecho de fieltro de piel de castor. Estuvieron de moda en gran parte de Europa durante el período 1550-1850 porque el material suave pero resistente y se podía peinar fácilmente para hacer una gran variedad de formas de sombreros, incluido el conocido sombrero de copa. Los sombreros más pequeños hechos de castor a veces se llamaban «pieles de castor», como en la descripción de Thomas Carlyle de su esposa cuando era niño.
Los abrigos de invierno utilizados por los nativos americanos eran en realidad un bien apreciado para la fabricación de sombreros porque su desgaste ayudaba a preparar las pieles separando los pelos más gruesos de las pieles.
Para hacer el fieltro, las pieles de los castores se afeitaban y se mezclaban con un arco de sombrerero vibrador. La tela enmarañada era golpeada y hervida repetidamente, dando como resultado un fieltro encogido y engrosado. Se llenaba un bloque con forma de sombrero, el fieltro se prensaba y cocía al vapor en forma. Posteriormente se cepillaba la superficie exterior del sombrerero  para darle brillo.
Los sombreros de castor se hicieron en varios estilos como una cuestión de estado civil:
- El tipo Wellington (1820-40)
- El tipo beau de París (1815)
- El tipo D'Orsay (1820)
- El estilo regente (1825)
- El estilo clerical (siglo XVIII).

Además, los sombreros de castor se hicieron también en varios estilos como una cuestión de estado militar:
- El sombrero continental de tres picos (1776)
- El sombrero de amazona azul marino del siglo XIX
- El sombrero tipo ejército shako (1837).[5]

La popularidad del sombrero de castor disminuyó a principios o mediados del siglo XIX cuando los sombreros de seda se pusieron de moda en toda Europa.

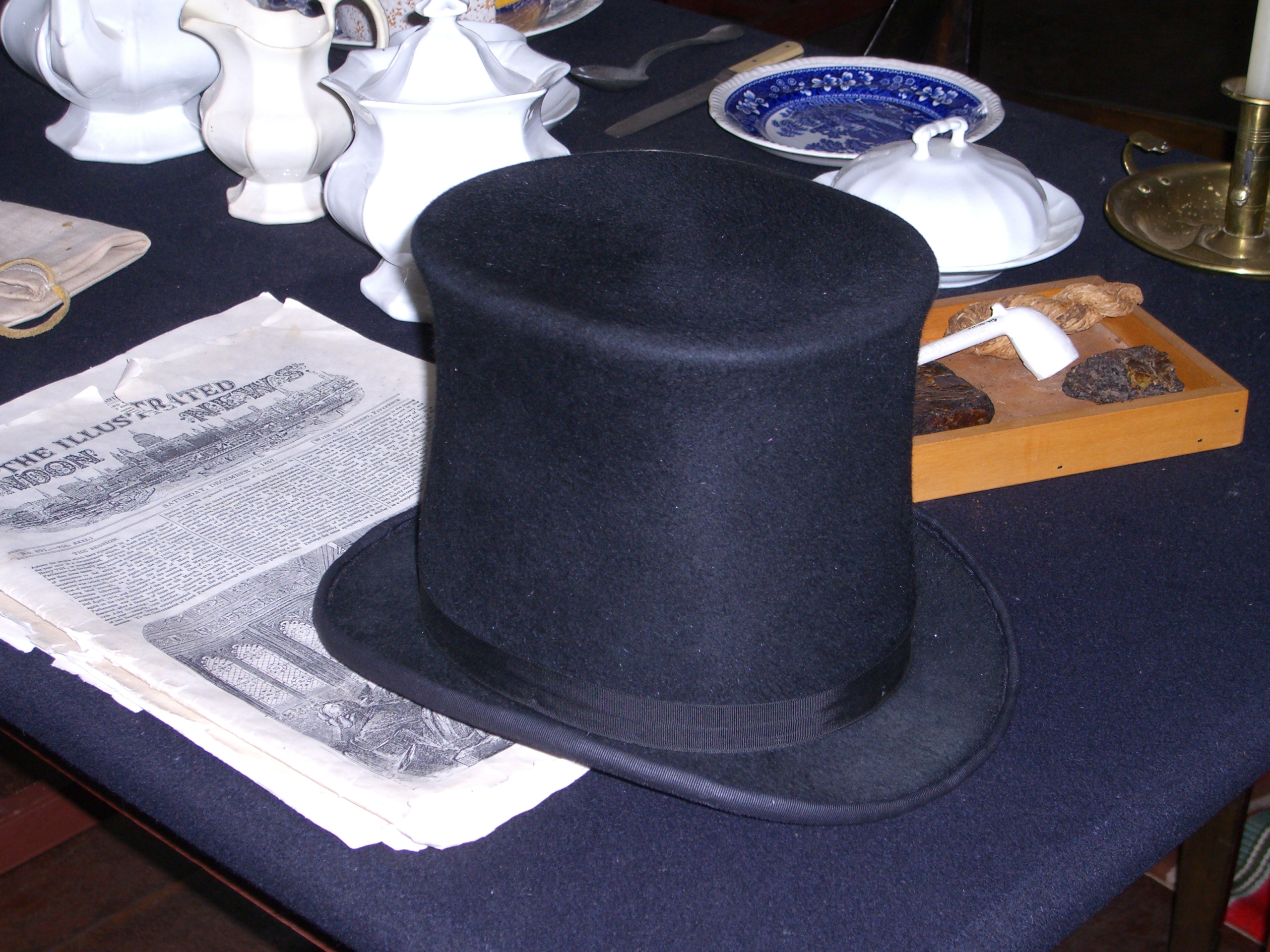
Un sombrero de fieltro de castor
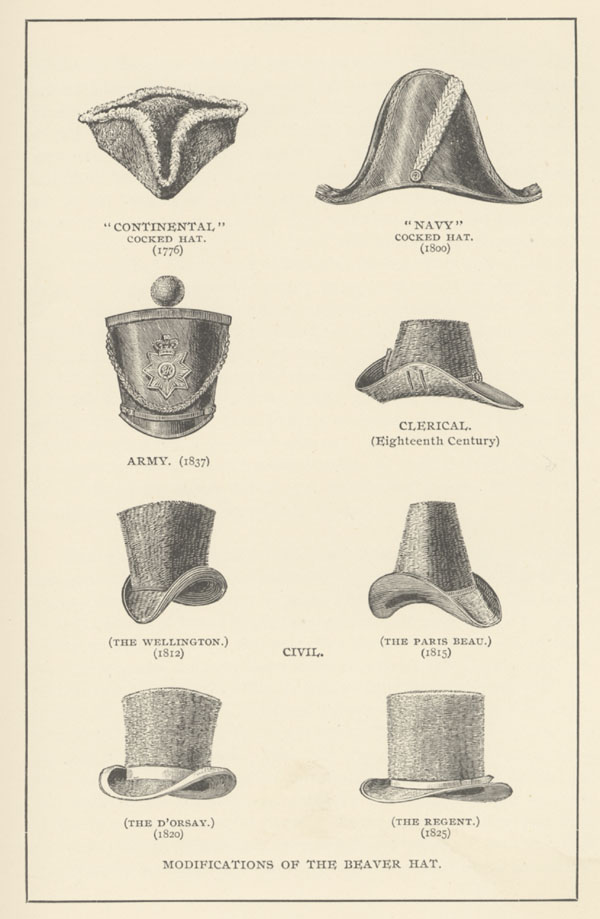
Formas y estilos de sombrero de castor 1776-1825
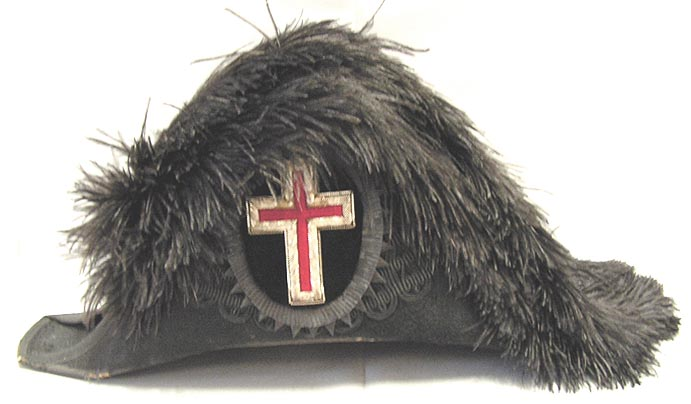
Sombrero de piel de castor de los caballeros templarios del siglo XIX
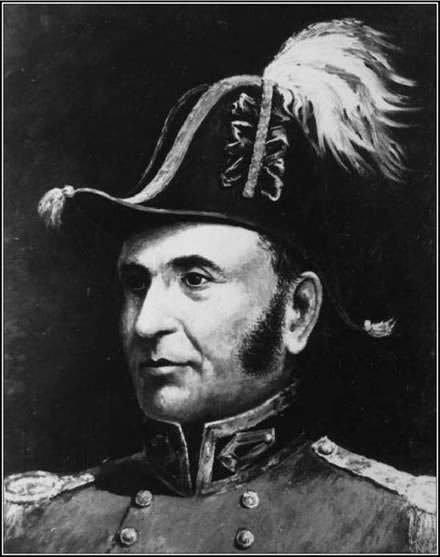
Ingeniero militar inglés John By (1779-1836)
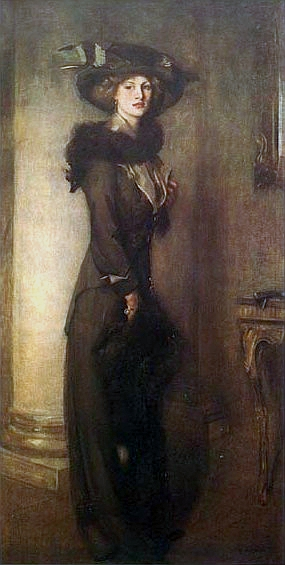
Edward Arthur Walton - El sombrero de castor